# Shohei Yabiku
Shohei Yabiku (屋比久翔平, Yabiku Shōhei), né le 4 janvier 1995 à Okinawa (ville), est un lutteur japonais spécialiste de la lutte gréco-romaine.

## Palmarès

### Jeux olympiques
- Médaille de bronze en catégorie des moins de 77 kg en 2020